# Agrotis alpigena
Agrotis alpigena là một loài bướm đêm trong họ Noctuidae.